# تپه شهر سوخته ۱۹۲
تپه شهر سوخته ۱۹۲ مربوط به دوره اشکانیان - دوره ساسانیان است و در شهرستان زابل، بخش شیب آب، دهستان لوتک، روستای حومه شهر سوخته، ۵ کیلومتری جنوب غربی پایگاه باستان‌شناسی شهر سوخته واقع شده و این اثر در تاریخ ۱۵ اسفند ۱۳۸۵ با شمارهٔ ثبت ۱۷۹۶۳ به‌عنوان یکی از آثار ملی ایران به ثبت رسیده است.